# Basket Brescia Leonessa 2016-2017
Questa voce raccoglie le informazioni riguardanti il Basket Brescia Leonessa nelle competizioni ufficiali della stagione 2016-2017.

## Stagione
La stagione 2016-2017 del Basket Brescia Leonessa sponsorizzata Germani Trasporti, è la 1ª nel massimo campionato italiano di pallacanestro, la Serie A.
Per la composizione del roster si decise di optare per la formula con 5 giocatori stranieri senza vincoli

## Organigramma societario
Aggiornato al 4 gennaio 2017.
- Presidente: Graziella Bragaglio
- General Manager: Alessandro Santoro
- Team Manager: Matteo Calefato
- Direttore Sportivo: Marco Abbiati
- Amministratori: Matteo Bonetti, Pierfrancesco Terlizzi,	Gianluca Gallucci, Damiano Zamboni

- Allenatore: Andrea Diana
- Assistente: Matteo Cotelli, Massimiliano Giannoni, Alessandro Magro
- Preparatore atletico: Massimo Di Giovanni
- Medici: Marco Moretti, Chiara D'Adda
- Fisioterapisti: Giovanni Bracchi, Massimo Cancelli, Stefano Giacomini

## Roster
Aggiornato al 25 gennaio 2017.
| Germani Basket Brescia Leonessa 2016-17 | Germani Basket Brescia Leonessa 2016-17 |
| Giocatori                               | Staff tecnico                           |
| --------------------------------------- | --------------------------------------- |

| N. | Naz.                                   | Ruolo | Nome                 | Anno | Alt.   | Peso   |  |
| -- | -------------------------------------- | ----- | -------------------- | ---- | ------ | ------ |  |
| 2  | Stati Uniti (bandiera)                 | G     | Lee Moore            | 1995 | 193 cm | 79 kg  |  |
| 3  | Italia (bandiera)                      | P     | Marco Passera        | 1982 | 180 cm | 74 kg  |  |
| 4  | Stati Uniti (bandiera)                 | C     | Jared Berggren       | 1990 | 208 cm | 107 kg |  |
| 5  | Italia (bandiera)                      | C     | Alessandro Cittadini | 1979 | 207 cm | 103 kg |  |
| 6  | Italia (bandiera)                      | AC    | Davide Bruttini      | 1987 | 203 cm | 100 kg |  |
| 7  | Italia (bandiera)                      | P     | Luca Vitali          | 1986 | 201 cm | 90 kg  |  |
| 8  | Stati Uniti (bandiera)                 | A     | Marcus Landry        | 1985 | 201 cm | 104 kg |  |
| 9  | Italia (bandiera)                      | PG    | Marco Laganà         | 1993 | 197 cm | 84 kg  |  |
| 10 | Italia (bandiera)                      | G     | Alessio Bolis        | 1997 | 188 cm | 85 kg  |  |
| 11 | Camerun (bandiera) · Italia (bandiera) | G     | Berthol Nyonse       | 1998 | 192 cm | 85 kg  |  |
| 23 | Stati Uniti (bandiera)                 | AC    | Christian Burns      | 1985 | 203 cm | 109 kg |  |
| 24 | Polonia (bandiera)                     | GA    | Michał Michalak      | 1993 | 197 cm |        |  |
| 31 | Italia (bandiera)                      | PG    | Michele Vitali       | 1991 | 196 cm | 89 kg  |  |
| 34 | Stati Uniti (bandiera)                 | GA    | David Moss (C)       | 1983 | 196 cm | 100 kg |  |
| 70 | Albania (bandiera) · Italia (bandiera) | G     | Franko Bushati       | 1985 | 191 cm | 86 kg  |  |
| -  | Italia (bandiera)                      |       | Pietro Vertova       | 1997 |        |        |  |
| -  | Italia (bandiera)                      | AP    | Francesco Zanetti    | 1998 | 192 cm | 85 kg  |  |

| Allenatore |
| - Andrea Diana |
| Assistente/i |
| - Matteo Cotelli - Massimiliano Giannoni - Alessandro Magro Legenda - (C) Capitano - (IN) Inattivo - Infortunato Roster |

## Mercato

### Sessione estiva
| Acquisti | Acquisti         | Acquisti       | Acquisti   | Acquisti |
| R.       | Nome             | da             | Modalità   |          |
| -------- | ---------------- | -------------- | ---------- | -------- |
| ALL      | Alessandro Magro | Fulgor Omegna  | definitivo |          |
| G        | Lee Moore        | UTEP Miners    | definitivo |          |
| C        | Jared Berggren   | Aquila Trento  | definitivo |          |
| P        | Luca Vitali      | Vanoli Cremona | definitivo |          |
| PG       | Michele Vitali   | Virtus Bologna | definitivo |          |
| A        | Marcus Landry    | San Sebastián  | definitivo |          |

| Cessioni | Cessioni       | Cessioni      | Cessioni       | Cessioni |
| R.       | Nome           | a             | Modalità       |          |
| -------- | -------------- | ------------- | -------------- | -------- |
| P        | Juan Fernández | Breogán       | fine contratto |          |
| AG       | Damian Hollis  | Benfica       | fine contratto |          |
| AC       | Leonardo Totè  | Reyer Venezia | fine prestito  |          |

### Dopo l'inizio della stagione
| Acquisti | Acquisti        | Acquisti          | Acquisti   | Acquisti |
| R.       | Nome            | da                | Modalità   |          |
| -------- | --------------- | ----------------- | ---------- | -------- |
| AC       | Christian Burns | Free agent        | definitivo |          |
| PG       | Marco Laganà    | Viola R. Calabria | definitivo |          |
| GA       | Michał Michalak | Turów Zgorzelec   | definitivo |          |

| Cessioni | Cessioni             | Cessioni       | Cessioni                | Cessioni |
| R.       | Nome                 | a              | Modalità                |          |
| -------- | -------------------- | -------------- | ----------------------- | -------- |
| C        | Alessandro Cittadini | Pall. Trieste  | risoluzione consensuale |          |
| P        | Marco Passera        | Latina Basket  | risoluzione consensuale |          |
| AC       | Davide Bruttini      | Virtus Bologna | risoluzione consensuale |          |

## Risultati

### Serie A

#### Regular season

##### Girone di andata
| Arbitri: | Begnis Aronne Belfiore |

|              |            |                      |
| Jones 19     | Punti      | 15 Landry, L. Vitali |
| Harrow 4     | Assist     | 7 L. Vitali          |
| Nnoko 19     | Rimbalzi   | 11 Berggren          |
| Piero Bucchi | Allenatori | Andrea Diana         |

##### Girone di ritorno
| Brescia 22 gennaio 2017, ore 18:15 1ª giornata | Brescia | – | V.L. Pesaro |  |

## Statistiche

### Statistiche di squadra
Aggiornate al 4 gennaio 2017.
| Competizione | Punti | In casa | In casa | In casa | In casa | In casa | In trasferta | In trasferta | In trasferta | In trasferta | In trasferta | Totale | Totale | Totale | Totale | Totale | Totale |
| Competizione | Punti | G       | V       | P       | Ptf     | Pts     | G            | V            | P            | Ptf          | Pts          | G      | V      | P      | Ptf    | Pts    | Diff.  |
| ------------ | ----- | ------- | ------- | ------- | ------- | ------- | ------------ | ------------ | ------------ | ------------ | ------------ | ------ | ------ | ------ | ------ | ------ | ------ |
| Serie A      | 12    | 6       | 3       | 3       | 507     | 477     | 8            | 3            | 5            | 624          | 668          | 14     | 6      | 8      | 1.131  | 1.145  | -14    |
| Totale       | 12    | 6       | 3       | 3       | 507     | 477     | 8            | 3            | 5            | 624          | 668          | 14     | 6      | 8      | 1.131  | 1.145  | -14    |

### Statistiche dei giocatori

#### In campionato
Aggiornate al 4 gennaio 2017.
| Nome            | G | Pun | Min | Falli | Falli | Tiri da 2 | Tiri da 2 | Tiri da 2 | Tiri da 3 | Tiri da 3 | Tiri da 3 | Tiri Liberi | Tiri Liberi | Tiri Liberi | Rimbalzi | Rimbalzi | Rimbalzi | Stop | Stop | Palle | Palle | Ass | Val | OER   | +/- |
| Nome            | G | Pun | Min | C     | S     | R         | T         | %         | R         | T         | %         | R           | T           | %           | O        | D        | T        | D    | S    | P     | R     | Ass | Val | OER   | +/- |
| --------------- | - | --- | --- | ----- | ----- | --------- | --------- | --------- | --------- | --------- | --------- | ----------- | ----------- | ----------- | -------- | -------- | -------- | ---- | ---- | ----- | ----- | --- | --- | ----- | --- |
| Lee Moore       | 0 | 0   | 0   | 0     | 0     | 0         | 0         | 0.0       | 0         | 0         | 0.0       | 0           | 0           | 0.0         | 0        | 0        | 0        | 0    | 0    | 0     | 0     | 0   | 0   | 0.000 | 0   |
| Marcus Landry   | 0 | 0   | 0   | 0     | 0     | 0         | 0         | 0.0       | 0         | 0         | 0.0       | 0           | 0           | 0.0         | 0        | 0        | 0        | 0    | 0    | 0     | 0     | 0   | 0   | 0.000 | 0   |
| Christian Burns | 0 | 0   | 0   | 0     | 0     | 0         | 0         | 0.0       | 0         | 0         | 0.0       | 0           | 0           | 0.0         | 0        | 0        | 0        | 0    | 0    | 0     | 0     | 0   | 0   | 0.000 | 0   |
| Michele Vitali  | 0 | 0   | 0   | 0     | 0     | 0         | 0         | 0.0       | 0         | 0         | 0.0       | 0           | 0           | 0.0         | 0        | 0        | 0        | 0    | 0    | 0     | 0     | 0   | 0   | 0.000 | 0   |
| David Moss      | 0 | 0   | 0   | 0     | 0     | 0         | 0         | 0.0       | 0         | 0         | 0.0       | 0           | 0           | 0.0         | 0        | 0        | 0        | 0    | 0    | 0     | 0     | 0   | 0   | 0.000 | 0   |